# Родригес, Владимир
Владимир Родригес дос Сантос (порт. Wladimir Rodrigues dos Santos; 29 августа 1954, Сан-Паулу) — бразильский футболист, левый защитник. Одна из легенд «Коринтианса», за который провел 805 матчей.

## Карьера
Владимир начал свою карьеру в молодёжном составе «Коринтианса». В 1972 году, во время поездки клуба в турне по Европе, тренер Книпел неожиданно включил Владимира в состав, где он и дебютировал. Владимир выступал за «Коринтианс» до 1985 года, проведя 805 матчей (259 в чемпионате).
Затем Владимир перешёл в «Санту-Андре» (В первом матче в жизни против «Коринтианса», Владимир со своим клубом победил 3:1), затем ненадолго вернулся в «Коринтианс», а потом скитался по клубам, нигде не задерживаясь подолгу.
В сборной Бразилии Владимир дебютировал 20 февраля 1977 года в матче с командой Колумбии на отборочном матче к чемпионату мира 1978 года, матч закончился со счетом 0:0, результат, считавшийся в Бразилии позорным, из-за чего тренер команды Освалдо Брандао подал в отставку, а Владимир надолго потерял место в национальной команде. Всего за сборную Владимир провел 5 матчей.

## Награды
- Чемпион штата Сан-Паулу: 1977, 1979, 1982, 1983